# Courtney Gains
Courtney Gains (Los Angeles, 22 agosto 1965) è un attore statunitense.

## Carriera
Prima di seguire la carriera da attore, Gains ha fatto parte di un gruppo musicale, i Phish, con il quale si è esibito in concerto una sola volta. Dopo questa esperienza ha pubblicato un album da solista, senza riscuotere il successo sperato.
Courtney debutta nel mondo del cinema e della televisione verso la metà degli anni ottanta. Esordisce in Grano rosso sangue, film tratto dall'omonimo racconto di Stephen King in un ruolo di medio spessore.
Nello stesso periodo interpreta Mark Dixon nel cult movie Ritorno al futuro, e procede la carriera in interpretazioni per film TV e direct-to-video come Ratboy, I ribelli della notte e L'ammiratore segreto.

## Filmografia

### Attore

#### Cinema
- Grano rosso sangue (Children of the Corn), regia di Fritz Kiersch (1984)
- Hardbodies, regia di Mark Griffiths (1984)
- Lust in the Dust, regia di Paul Bartel (1984)
- L'ammiratore segreto (Secret Admirer), regia di David Greenwalt (1985)
- Ritorno al futuro (Back to the Future), regia di Robert Zemeckis (1985)
- The Orkly Kid, regia di Trent Harris – cortometraggio (1985)
- Ratboy, regia di Sondra Locke (1986)
- Winners Take All, regia dki Fritz Kiersch (1987)
- Playboy in prova (Can't Buy Me Love), regia di Steve Rash (1987)
- Colors - Colori di guerra (Colors), regia di Dennis Hopper (1988)
- L'erba del vicino (The 'Burbs), regia di Joe Dante (1989)
- Memphis Belle, regia di Michael Caton-Jones (1990)
- Oltre le linee nemiche (Behind Enemy Lines), regia di Mark Griffiths (1997)
- Intreccio mortale (The Killing Grounds), regia di Kurt Anderson (1997) –uscito in home video
- Dilemma, regia di Eric Larsen e Eric Louzil (1997)
- L'ombra del dubbio (Shadow of Doubt), regia di Randal Kleiser (1998)
- La collezionista di corpi (The Landlady), regia di Robert Malenfant (1998)
- Codice criminale (No Code of Conduct), regia di Bret Michaels (1998)
- Dreamers, regia di Ann Lu (1999)
- King Cobra, regia di David Hillenbrand (1999) – uscito in home video
- Mente omicida (Her Married Lover), regia di Roxanne Messina Captor (1999)
- Tutta colpa dell'amore (Sweet Home Alabama), regia di Andy Tennant (2002)
- Dorm Daze - Un college di svitati (National Lampoon Presents Dorm Daze), regia di David Hillenbrand (2003)
- No Ordinary Hero, regia di Francisco Real – cortometraggio (2004)
- Headshot, regia di Margo Romero – cortometraggio (2004)
- Freezerburn, regia di Melissa Balin (2005)
- The Phobic, regia di Margo Romero (2006)
- Halloween - The Beginning (Halloween), regia di Rob Zombie (2007) Non accreditato
- Alien Encounter, regia di Andrew MacKenzie (2008)
- Benny Bliss and the Disciples of Greatness, regia di Martin Guigui (2009)
- Shadowheart, regia di Dean Alioto (2009)
- Sibling Rivalry, regia di Margo Romero (2009)
- He's Such a Girl, regia di Sean Carr (2009)
- Cinema Salvation, regia di Mike Cohen (2010)
- The Quiet Ones, regia di Amel J. Figueroa (2010)
- Raven, regia di Gregori J. Martin (2010)
- Faster, regia di George Tillman Jr. (2010)
- Watch Out for Slick, regia di Herb Linsey (2010)
- The Ascent, regia di S. J. Creazzo (2010)
- Discipline, regia di Martin Mayo (2011)
- Poolboy: Drowning Out the Fury, regia di Garrett Brawith (2011)
- Mimesis, regia di Douglas Schulze (2011)
- My Trip to the Dark Side, regia di Shane Stanley (2011) – uscito in home video
- 2 Flats, regia di Martin Guigui – cortometraggio (2011)
- Lose Yourself, regia di Shane Stanley (2012) – uscito in home video
- Dark Canyon, regia di Dustin Rikert (2012)
- The House Across the Street, regia di Arthur Luhn (2013)
- My Trip Back to the Dark Side, regia di Shane Stanley (2014)
- Field of Lost Shoes, regia di Sean McNamara (2014)
- Halcyon, regia di McKenzie Haglund (2015)
- The Funhouse Massacre, regia di Andy Palmer (2015)
- Prettyface, regia di Jessica Janos – cortometraggio (2016)
- The Bronx Bull, regia di Martin Guigui (2016)
- Accadde il giorno di San Valentino (It Happened One Valentine's), regia di Jake Helgren (2017)
- Trafficked, regia di Will Wallace (2017)
- Goodnight, Gracie, regia di Stellan Kendrick – cortometraggio (2017)
- Urban Myths, regia di Kim Marie (2017)
- Allen + Millie: A Short Romance, regia di Markus Redmond – cortometraggio (2017)
- Scramble, regia di Noah Scott (2017)
- Hell's Kitty, regia di Nicholas Tana (2018)
- Corbin Nash, regia di Ben Jagger (2018)
- Deadly Crush, regia di Dakota Aesquivel (2018)
- Camp Cold Brook, regia di Andy Palmer (2018)
- The Silent Natural, regia di David Risotto (2019)
- Candy Corn, regia di Josh Hasty (2019)
- Await the Dawn, regia di Pablo Macho Maysonet IV (2020)
- Queen Bees, regia di Michael Lembeck (2021)
- River, regia di Emily Skye (2021)
- Haunted: 333, regia di Aash Aaron (2021)
- Charming the Hearts of Men, regia di S. E. DeRose (2021)
- Hellblazers, regia di Justin Lee (2022)
- American Bigfoot, regia di Lance Polland (2022)
- The Wrath of Becky, regia di Matt Angel e Suzanne Coote (2023)

#### Televisione
- CBS Schoolbreak Special – serie TV, episodio 1x02 (1984)
- Misfits (Misfits of Science) – serie TV, episodio 1x09 (1985)
- I ribelli della notte (The Children of Times Square), regia di Curtis Hanson – film TV (1986)
- American Harvest, regia di Dick Lowry – film TV (1987)
- Starman – serie TV, episodio 1x22 (1987)
- I quattro della scuola di polizia (21 Jump Street) – serie TV, episodio 1x08 (1987)
- Vietnam War Story – serie TV, episodio 1x06 (1988)
- Superboy – serie TV, episodio 1x04 (1988)
- The Judge – serie TV, 1 episodio (1988)
- CBS Summer Playhouse – serie TV, episodio 3x04 (1989)
- FBI: The Untold Stories – serie TV, episodio 2x17 (1993)
- Seinfeld – serie TV, episodio 4x21 (1993)
- L'ispettore Tibbs (In the Heat of the Night) – serie TV, episodi 7x02-7x03 (1993)
- Svitati in divisa (Bakersfield P.D.) – serie TV, episodio 1x05 (1993)
- I racconti della cripta (Tales from the Crypt) – serie TV, episodio 5x07 (1993)
- Giustizia per un amico (In the Line of Duty: The Price of Vengeance), regia di Dick Lowry – film TV (1994)
- Rebel Highway – serie TV, episodio 1x04 (1994)
- E.R. - Medici in prima linea (ER) – serie TV, episodio 1x09 (1994)
- Legend – serie TV, episodio 1x06 (1995)
- JAG - Avvocati in divisa (JAG) – serie TV, episodio 1x18 (1994)
- Due poliziotti a Palm Beach (Silk Stalkings) – serie TV, episodio 6x03 (1996)
- Pacific Blue – serie TV, episodio 2x10 (1996)
- Nash Bridges – serie TV, episodio 3x02 (1997)
- Un detective in corsia (Diagnosis Murder) – serie TV, episodio 5x05 (1997)
- Brooklyn South – serie TV, episodio 1x16 (1998)
- Arli$$ – serie TV, episodio 3x13 (1998)
- Streghe (Charmed) – serie TV, episodio 2x09 (2000)
- Fastlane – serie TV, episodio 1x02 (2002)
- Alias – serie TV, episodio 2x12 (2003)
- The Guardian – serie TV, 5 episodi (2003-2004)
- Studio House, regia di Francisco Roel – cortometraggio TV (2005)
- NCIS - Unità anticrimine (NCIS) – serie TV, episodio 4x02 (2006)
- Desolation Canyon, regia di David S. Cass Sr. – film TV (2006)
- Detective Monk (Monk) – serie TV, episodi 6x15-6x16 (2008)
- My Name Is Earl – serie TV, episodio 4x09 (2008)
- CSI - Scena del crimine (CSI: Crime Scene Investigation) – serie TV, episodio 10x06 (2009) – non accreditato
- Southland – serie TV, episodio 3x10 (2011)
- Franklin & Bash – serie TV, episodio 3x05 (2013)
- Switched at Birth - Al posto tuo (Switched at Birth) – serie TV, episodio 3x09 (2014)
- Bones – serie TV, episodio 9x22 (2014)
- The Middle – serie TV, episodio 5x23 (2014)
- We Are Angels – serie TV, episodi 1x03-1x13-1x14 (2014)
- Perception – serie TV, episodio 3x08 (2014)
- Ride the Lightning – serie TV, episodio 1x03 (2014)
- Hell's Kitty – webserie, webisodio 1x17 (2015)
- Texas Rising – miniserie TV, 4 puntate (2015)
- C'è sempre il sole a Philadelphia (It's Always Sunny in Philadelphia) – serie TV, episodio 11x03 (2016)
- Wild Cardz – serie TV, episodi sconosciuti (2016)
- Criminal Minds – serie TV, episodio 12x04 (2016)
- Paltrocast with Darren Paltrowitz – webserie, webisodio 4x09 (2021)
- The Indie Escape Network – webserie, webisodi sconosciuti (2022)

### Regista
- Wild Cardz – serie TV, episodi sconosciuti (2016)
- Symptoms – cortometraggio (2019)

### Sceneggiatore
- Benny Bliss and the Disciples of Greatness, regia di Martin Guigui (2009)

## Riconoscimenti
- 2008 – Atlantic City Cinefest
  - Miglior attore per Benny Bliss and the Disciples of Greatness

- 2018 – Accolade Competition
  - Miglior attore per Allen + Millie: A Short Romance

- 2018 – Best Shorts Competition
  - Miglior attore per Allen + Millie: A Short Romance

- 2018 – Festigious International Film Festival
  - Miglior duo per Allen + Millie: A Short Romance (con Brooke Lewis Bellas)

- 2018 – Los Angeles Film Awards
  - Miglior duo per Allen + Millie: A Short Romance (con Brooke Lewis Bellas)

- 2020 – Couch Film Festival
  - Miglior commedia per Symptoms (con Karen DeGennaro)

- 2021 – Best Actor Award
  - Miglior duo per Allen + Millie: A Short Romance (con Brooke Lewis Bellas)

## Doppiatori italiani
Nelle versioni in italiano delle opere in cui ha recitato, Courtney Gains è stato doppiato da:
- Massimo Corizza ne L'ammiratore segreto
- Massimiliano Alto in Playboy in prova
- Edoardo Nevola in Tutta colpa dell'amore
- Vittorio Stagni ne L'erba del vicino
- Davide Lepore in Memphis Belle
- Alberto Caneva in NCIS - Unità anticrimine
- Pierluigi Astore in Detective Monk
- Daniele Valenti in Perception
- Stefano Thermes in Criminal Minds
- Fabio Gervasi in Accadde il giorno di San Valentino